# Pediomelum pariense
Pediomelum pariense là một loài thực vật có hoa trong họ Đậu. Loài này được (S.L. Welsh & N.D. Atwood) J.W. Grimes miêu tả khoa học đầu tiên năm 1986.